# Mammatus

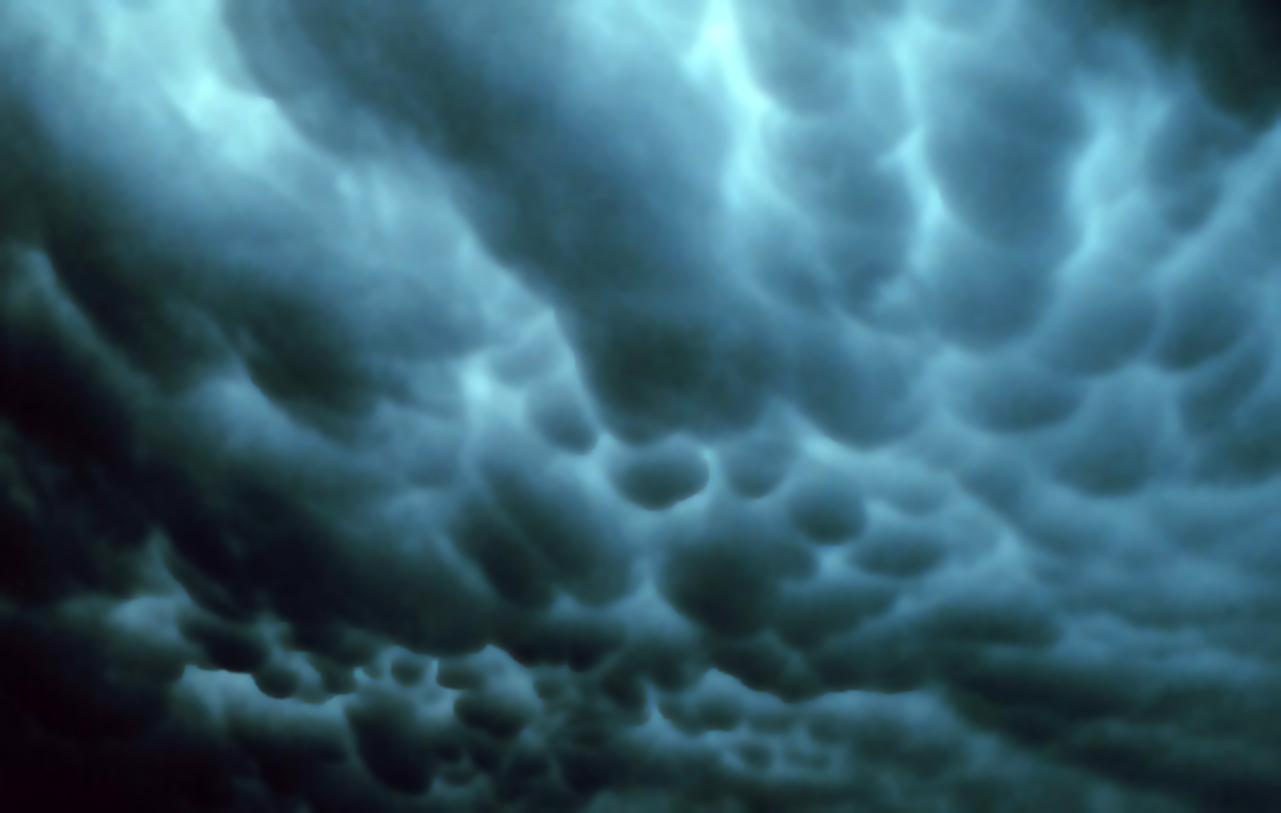
Mammatusok Tulsában, 1973-ban

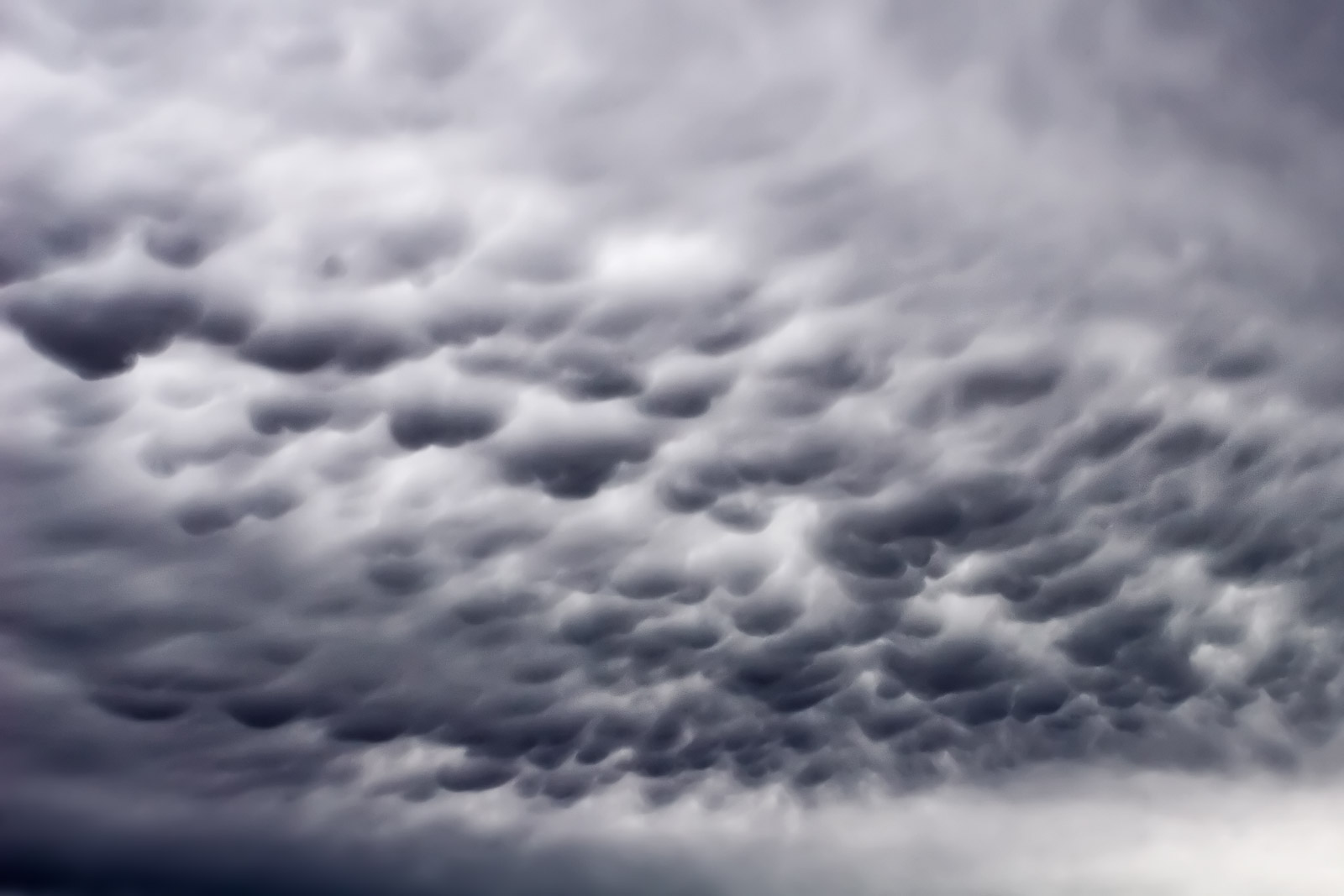
Mammatusok

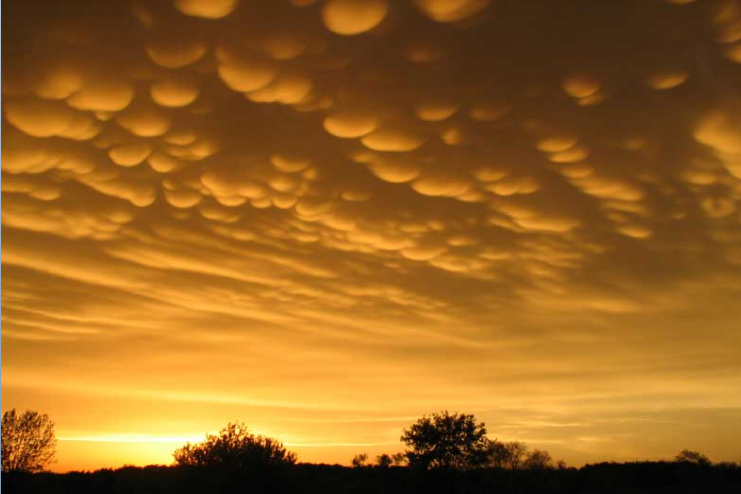
Mammatus felhők Minnesotában, 2005-ben

A mammatus (avagy mammatocumulus) egy ritka felhőképződmény, mely a cumulonimbus felhő lehetséges velejárója. Olyan felhődudorokból áll (a latin „mamma”, =mell) szóból), melyek a zivatarfelhők üllőjének alsó részéről lógnak alá. A mammatus mindig az érett stádiumban lévő cumulonimbusokhoz társul, tehát az esős idő előjele.

## Kialakulás
Ez a felhőtípus a fordított hőáramlás jelenségének köszönhetően alakul ki. A zivatar folyamán a meleg és nedves felszálló légáramlatok felemelkednek a troposzféra felső határához (tropopauza). Ebben a magasságban a hőmérséklete és a levegő stabilizálódik, ami a felhő horizontális terjeszkedését eredményezi, miközben emelkedik. A két légtömeg közötti hőmérséklet-különbség légköri labilitást hoz létre az üllő alatt, ami a felhőben lévő meleg és nedves levegőcelláknak a föld felé irányuló hőáramlását idézi elő. Ezt a folyamatot erősíti a tömegvonzás és a felhőből érkező csapadék hatása.

## Tudnivalók
A mammatusok a Déli-sarkvidék kivételével az egész Földön megjelenhetnek 4500-7500 méteres magasság között, leggyakoribbak a forró égövön. Környezetükben erős eső, széllökések, jégeső, turbulenciák, villámlás és tornádó is előfordulhat. Ha mammatust látunk, jobban tesszük, ha gyorsan fedett helyre megyünk, általában erős viharokat jelez.

### Külső hivatkozások
- METNET kislexikon – Felhőatlasz I-II. Archiválva 2009. február 28-i dátummal a Wayback Machine-ben
- OMSZ Ismeret-tár: Felhők osztályozása, bemutatása